# Dromornis stirtoni
Dromornis stirtoni – gatunek wymarłego ptaka z rodziny Dromornithidae, największy kopalny nielot.
Liczył 3 m wysokości; masa około 1/2 tony. Występował na terenie obecnej Australii w epoce późnego miocenu; zamieszkiwał ówczesne lasy podzwrotnikowe. Przypuszcza się, że był mięsożerny.
Zwierzę to było wyższe niż mamutak (Aepyornis) i cięższe niż moa. Ubóstwo kopalnych szczątków odkrytego wcześniej Dromornis australis (od którego nazwę wziął rodzaj Dromornis) i duża różnica w czasie występowania obu gatunków (ten ostatni żył w pliocenie) sugeruje przypisanie Dromornis stirtoni do rodzaju Bullockornis.